# Харченко, Александра Ивановна
Александра Ивановна Харченко (14 октября 1921, Калинин, Царицынская губерния — 23 декабря 1986, Константиновск, Ростовская область) — доярка колхоза «Советская Россия» Константиновского района Ростовской области. Герой Социалистического Труда (08.04.1971).

## Биография
Родилась 14 октября 1921 года на хуторе Калинин (ныне — в Кумылженском районе Волгоградской области). В 16 лет пришла на ферму работать дояркой и посвятила этой специальности всю свою жизнь. Работала в колхозе «Советская Россия» Константиновского района Ростовской области. Добивалась высоких результатов в производстве.
За получение высокой продуктивности в животноводстве, Указом от 8 апреля 1971 года, Александра Харченко была удостоена звания Герой Социалистического Труда и награждена орденом Ленина и золотой медалью «Серп и Молот».
В дальнейшем вышла на заслуженный отдых. Проживала в городе Константиновск Ростовской области. Умерла 23 декабря 1986 года.

## Награды
Имеет следующие награды за трудовые успехи:
- Герой Социалистического Труда (08.04.1971);
- Орден Ленина (08.04.1971);
- Орден Трудового Красного Знамени (1966).